# Blenina metanycteana
Blenina metanycteana är en fjärilsart som beskrevs av Embrik Strand 1917. Blenina metanycteana ingår i släktet Blenina och familjen trågspinnare. Inga underarter finns listade i Catalogue of Life.